# HD 115211
HD 115211 är en ensam stjärna i den norra delen av stjärnbilden Flugan. Den har en genomsnittlig skenbar magnitud av ca 4,86 och är svagt synlig för blotta ögat där ljusföroreningar ej förekommer. Baserat på parallax enligt Gaia Data Release 2 på ca 2,4 mas, beräknas den befinna sig på ett avstånd på ca 1 370 ljusår (ca 420 parsek) från solen. Den rör sig närmare solen med en heliocentrisk radialhastighet på ca -10 km/s.

## Egenskaper
HD 115211 är en orange till röd superjättestjärna eller ljusstark jätte av spektralklass K2 Ib-II som har förbrukat förrådet av väte i dess kärna och expanderat bort från huvudserien. Den har en massa som är ca 7 solmassor, en radie som är ca 123 solradier och har ca 3 850 gånger solens utstrålning av energi från dess fotosfär vid en effektiv temperatur av ca 4 100 K.
HD 115211 är en misstänkt variabel stjärna med en variation av magnitud från 4,83 – 4,87.